# Премія Лілієнфельда
Премія Юлія Едгара Лілієнфельда (англ. Julius Edgar Lilienfeld Prize) — щорічна нагорода за особливий внесок у розвиток фізики. Заснована на честь фізика Юліуса Лілієнфельда у 1988 році Американським фізичним товариством за заповітом дружини вченого Беатріс Лілієнфельд. Премія включає грошову суму в розмірі 10 000 доларів США, сертифікат із записом про науковий вклад лауреата, а також надає право на читання трьох лекцій на зборах Американського фізичного товариства і в дослідних інститутах перед студентами.

## Список лауреатів
- 1989: Девід Мермін (David Mermin)
- 1990: Майкл Беррі
- 1991: Деніел Клеппнер (Daniel Kleppner)
- 1992: Алан Гут і Клод Коен-Таннуджі
- 1993: Девід Шрамм (David Schramm), астрофізик
- 1994: Марвін Коен (Marvin L. Cohen)
- 1995: Валентин Телегді (Valentine Telegdi)
- 1996: Кіп Торн
- 1997: Майкл Тернер (космолог)
- 1998: Дуглас Джеймс Скалапіно (Douglas James Scalapino)
- 1999: Стівен Хокінг
- 2000: Робер Біржено (Robert J. Birgeneau)
- 2001: Лоуренс Максвелл Краусс
- 2002: — (премія не присуджувалася)
- 2003: Френк Вільчек
- 2004: Джеффрі Кімбл (H. Jeff Kimble)
- 2005: Роберт Хемілтон Остін (Robert Hamilton Austin)
- 2006: Михайло Шифман
- 2007: Ліза Рендалл
- 2008: Юджин Стенлі (H. Eugene Stanley)
- 2009: Рамамурті Шанкар (Ramamurti Shankar)
- 2010: Девід Кемпбелл (David Campbell) і Шломо Хавлін (Shlomo Havlin)
- 2011: Джеральд Габріелсе (Gerald Gabrielse)
- 2012: Гордон Кейн (Gordon L. Kane)
- 2013: Маргарет Геллер
- 2014: Едвард Отт
- 2015: Девід Ошалом
- 2016: Девід Пайнз[en]
- 2017: Мартін Ріс
- 2018: Наомі Галас[en]
- 2019: Кетрін Фріз
- 2020: Джоел Примак[en]
- 2021: Вільям Джексон[en]
- 2022: Чанг Кі Юнг[en]